# Phiona Mutesi
Phiona Mutesi (Kampala, 1996) é uma enxadrista ugandesa. Com apenas 14 anos, ela tornou-se uma Candidata a Mestre após seus desempenhos nas Olimpíadas de Xadrez de 2010.

## Biografia
Phiona Mutesi nasceu no ano de 1996 em Katwe, a maior favela de Kampala, capital de Uganda. Quando ela tinha 3 anos, seu pai morreu de AIDS, e sua irmã mais velha (Juliet) faleceu pouco depois, de causas desconhecidas.
Segundo relatou o jornal El País, em 2006, quando Mutesi tinha dez anos, ela procurava comida com o irmão nas ruas da cidade africana, momento no qual conheceu Robert Katende, um missionário que alimentava crianças em troca de aprenderem a jogar xadrez. Precisou de apenas quatro anos no esporte para chegar à sua primeira Olimpíada de Xadrez, em 2010. Em 2012, tornou-se na primeira mulher de Uganda a ser Woman Candidate Master (WCM) de xadrez, primeira certificação atribuída a jogadoras após uma sequência de bons resultados em competições internacionais. Essa história chamou a atenção do jornalista Tim Crothers, que escreveu o livro The Queen of Katwe: A Story of Life, Chess, and One Extraordinary Girl’s Dream of Becoming a Grandmaster, cujos direitos de adaptação para o cinema foram adquiridos pela Disney no mesmo ano.
Em 2013, foi a primeira mulher a vencer o Campeonato Nacional Júnior de xadrez, em Uganda, e em 2014 representou o país nas Olimpíadas de Xadrez, na Noruega.
Em Setembro de 2016, o filme Rainha de Katwe, que conta a sua história, chegou aos cinemas.

## Livros e Filmes Biográficos
- 2012 - The Queen of Katwe: A Story of Life, Chess, and One Extraordinary Girl’s Dream of Becoming a Grandmaster de Tim Crothers.[4]
- 2016 - Rainha de Katwe

## Conquistas e Honrarias
- 2012 - Primeira mulher de Uganda a ser Candidata a mestre de xadrez.[2]
- 2013 - Primeira mulher a vencer o Campeonato Nacional Júnior de xadrez, em Uganda[3]